# Mój przyjaciel wróg
Mój przyjaciel wróg (tytuł oryg. Zaytoun, hebr. זייתון) – francusko-brytyjsko-izraelski film dramatyczny z 2012 roku w reżyserii Erana Riklisa.
Światowa premiera filmu miała miejsce 9 września 2012 roku podczas 37. Międzynarodowego Festiwalu Filmowego w Toronto. W Polsce premiera filmu odbyła się 28 czerwca 2013 roku.

## Opis fabuły
Liban, rok 1982. Mały Fahed od lat mieszka w obozie dla palestyńskich uchodźców z dziadkiem i ojcem. Pewnego dnia chłopiec i jego koledzy widzą, jak z przelatującego nad ich głowami samolotu coś spada. Znajdują pilota Yoniego, który katapultował się, gdy jego myśliwiec zestrzelono. Żołnierz zostaje pojmany i umieszczony w tym samym obozie, w którym mieszka Fahed. 10-latek szczerze nienawidzi Izraelczyków, ale – gdy Yoni w zamian za pomoc obiecuje mu powrót do Palestyny – postanawia zorganizować jeńcowi ucieczkę.

## Obsada
- Stephen Dorff jako Yoni
- Abdallah El Akal jako Fahed
- Loai Noufi jako Aboudi
- Ashraf Barhom jako bojownik OWP
- Alice Taglioni jako Leclair
- Tarik Kopty jako Seedo
- Mira Awad jako Im Ahmed
- Ashraf Farah jako Khaled
- Morad Hassan jako Rami
- Jony Arbid jako Abu Fahed
- Nidal Badarneh jako Mustafa
- Osamah Khoury jako Hassan
- Ali Suliman jako syryjski oficer

i inni